# Welcome to Leith
Welcome to Leith és un documental nord-americà del 2015 dirigit per Michael Beach Nichols i Christopher K. Walker sobre l'intent del supremacista blanc Craig Cobb de fer-se amb la ciutat de Leith, a Dakota del Nord. La pel·lícula es va estrenar el 26 de gener de 2015 al Sundance Film Festival de 2015 i, després d'una estrena limitada al cinema el 9 de setembre, es va emetre a la sèrie Independent Lens de PBS el 4 d'abril de 2016.

## Antecedents
Leith és una ciutat que tenia una població de 16 habitants el 2010. El maig de 2012, Craig Cobb, un neo-nazi nacionalista blanc americà canadenc, es va traslladar a Leith amb la intenció de construir una comunitat de gent que compartís la seva ideologia nacionalista blanca i guanyés la majoria electoral. Va comprar 12 terrenys.

## Producció
Nichols i Walker, que viuen a Nova York, van volar a Dakota del Nord dos mesos després de llegir un article del New York Times d'agost del 2013 sobre el projecte de Craig Cobb de transformar Leith en una ciutat supremacista blanca. Van fer tres viatges a Leith en un període de vuit mesos, cadascun al voltant de 4 setmanes, per a la producció de la pel·lícula documental. I es van passar 5 mesos editant la pel·lícula. El juny de 2014 Nichols i Walker van llançar una campanya de Kickstarter per recaptar fons per a la producció de la pel·lícula. Van superar el seu objectiu de 60.000 dòlars, aconseguint 64.751 dòlars. Els directors van abordar el projecte de moltes maneres, per exemple com una versió documental d'un terror/western: els residents de Leith estaven espantats i confosos i sentien com si un moviment en fals pogués acabar en violència. Pretenien captar la sensació de por i aïllament que els residents que vivien a la població de tan sols 24 persones a 70 milles de qualsevol cosa, respecte al que feia públic Cobb sobre les seves intencions d'adquisició de terreny a l'indret.

## Recepció
El 25 de juliol de 2017, Welcome to Leith va ser nominat als Emmy al millor documental pels premis Emmy News & Doc. La pel·lícula va rebre opinions molt positives per part de la crítica. A Rotten Tomatoes, obtingué una puntuació certificada del 98% basada en 43 comentaris, amb una qualificació mitjana de 7,7/10. El consens del lloc web afirmava: "Tan inquietant com estimulant, Welcome to Leith ofereix una visió incòmoda i essencial d'una part de la societat que molts nord-americans prefereixen ignorar". Metacritic reportà una valoració del 78 sobre 100 basada en 16 crítiques, indicant "ressenyes generalment favorables".
El crític d'Indiewire, Eric Kohn, va donar al documental un grau A, que el va descriure com "un impressionant retrat dels drets de la Primera Esmena fins als seus extrems".